# Ерцхерцог
Ерцхерцог (на немски: Erzherzog) е германоезична аристократична титла в Европа.
Тя е германски превод на латинската титла archidux и се поставя над херцог. Тя не е съществувала в първоначалната система на германската йерархия, където след херцог следва направо принц (Fürst). Въведена е през 1453 г. от австрийските херцози чрез специален документ, наречен „Privilegium maius“ и се използва само от тях. Неофициално те я присвояват още преди това, с което предизвикват съпротива от страна например на император Карл IV, който я забранява. Когато през 19 век Австрия вече е империя, титлата ерцхерцог се носи от престолонаследника.